# جون بوردمان (لاعب كرة قدم)
جون بوردمان (بالإنجليزية: Jon Boardman)‏ (27 يناير 1981 بريدنغ في المملكة المتحدة - ) هو لاعب كرة قدم بريطاني في مركز الدفاع. لعب مع كريستال بالاس ونادي روتشديل ونادي مارغيت ونادي وكينغ ونادي كينغستونيان وداغنهام وريدبريدج.

## وصلات خارجية
- جون بوردمان على موقع قاعدة بيانات كرة القدم.إي يو (الإنجليزية)
- جون بوردمان على موقع Soccerbase.com (لاعب) (الإنجليزية)